# Parlamentswahl in Belgien 1985
- Agalev: 4
- Ecolo: 5
- SP: 32
- PS: 35
- FDF: 3
- PVV: 22
- PRL: 24
- PSC: 20
- CVP: 49
- VU: 16
- VB: 1
- RAD/UDRT: 1

- CVP: 49
- PRL: 24
- PVV: 22
- PSC: 20
- PS: 35
- SP: 32
- VU: 16
- Ecolo: 5
- Agalev: 4
- FDF: 3
- VB: 1
- RAD/UDRT: 1

Die Wahl zum belgischen Parlament 1985 wurde am 13. Oktober 1985 abgehalten. Zur Wahl standen die 212 Mitglieder der Abgeordnetenkammer und die 106 direkt gewählten von insgesamt 185 Mitgliedern des Senats.

## Vorgeschichte
Seit der Wahl 1981 war die Regierung Martens V, bestehend aus Christdemokraten (CVP und PSC) sowie Liberalen (PRL und PVV), im Amt. Da sich die Koalitionsparteien nicht auf eine Verfassungsreform einigen konnten, löste König Baudouin auf Antrag von Premierminister Wilfried Martens am 2. September 1985 das Parlament auf. Die daraufhin fälligen Parlamentswahlen fanden am 13. Oktober statt.

## Kammer (Unterhaus)

### Parteien
Die hohe Wahlbeteiligung von über 90 % verdankte sich der in Belgien geltenden Wahlpflicht. Die Regierungsparteien konnten ihre Parlamentsmehrheit ausbauen. Die flämischen Christdemokraten (CVP) gewannen sechs Sitze, die wallonischen Christdemokraten (PSC) verbesserten sich um zwei Sitze. Die wallonischen Liberalen (PRL) legten über 2 % an Stimmen zu, ihre Mandatszahl blieb jedoch gleich. Die flämischen Liberalen (PVV) verloren drei Mandate.
Die wallonischen Sozialisten (PS) hielten die Anzahl der Sitze bei leichten Stimmgewinnen, die flämischen Sozialisten (SP) konnten sechs zusätzliche Mandate erringen.
Die beiden grünen Parteien gewannen Stimmen dazu, die wallonischen Grünen (Ecolo) legte drei Sitze zu, die flämischen Grünen (Agalev) gewannen zwei zusätzliche Sitze.
Der rechtspopulistische Vlaams Blok (VB) legte leicht zu und verteidigte seinen Sitz, die nationalistische flämische Volksunie (VU) verlor vier Mandate.
Die FDF verlor fünf von acht Mandaten, die RAD/UDRT büßten zwei ihrer drei Mandate ein. Die Kommunisten (KPB/PCB) konnten ihre Stimmenantei mehr als verdoppeln, verloren jedoch ihre beiden Mandate in der Abgeordnetenkammer.

### Ergebnisse
Es errangen 12 Parteien Sitze in der Abgeordnetenkammer.
Das amtliche Endergebnis:
| Wahlberechtigte    | 7.001.297 |         |           |       |           |
| abgegebene Stimmen | 6.552.234 | 93,59 % |           |       |           |
| gültige Stimmen    | 6.064.260 | 92,55 % |           |       |           |
|                    | Stimmen   | Anteil  | ± zu 1981 | Sitze | ± zu 1981 |
| CVP                | 1.291.244 | 21,29 % | +1,95 %   | 49    | +6        |
| SP                 | 882.200   | 14,55 % | +2,19 %   | 32    | +6        |
| PS                 | 834.488   | 13,76 % | +1,59 %   | 35    | ±0        |
| PVV                | 651.806   | 10,75 % | −2,14 %   | 22    | −6        |
| PRL                | 619.390   | 10,21 % | +2,24 %   | 24    | ±0        |
| PSC                | 482.254   | 7,95 %  | +1,46 %   | 20    | +2        |
| VU                 | 477.755   | 7,88 %  | −1,89 %   | 16    | −4        |
| AGALEV             | 226.758   | 3,74 %  | +1,44 %   | 4     | +2        |
| Ecolo              | 152.483   | 2,51 %  | +0,31 %   | 5     | +3        |
| VB                 | 85.391    | 1,41 %  | +0,31 %   | 1     | ±0        |
| FDF                | 72.361    | 1,19 %  | −3,02 %   | 3     | −5        |
| KPB/PCB            | 71.695    | 1,18 %  | +0,72 %   | 0     | −2        |
| RAD/UDRT           | 69.707    | 1,15 %  | −1,02 %   | 1     | −2        |

1. ↑  Bei der Wahl 1981 FDF/RW
2. ↑  Bei der Wahl 1981 UDRT/RA

## Senat (Oberhaus)
Neben den Kammer-Abgeordneten wurden auch 106, von insgesamt 185 Senatoren, direkt gewählt.
Die flämischen Christdemokraten (CVP) verloren drei Sitze, die flämische Schwesterpartei PSC verlor einen Sitz. Die flämischen Liberalen von der PVV hielten ihre Senatssitze, die wallonischen Liberalen (PRL) verloren einen Sitz. Die wallonischen Sozialisten (PS) stellten zwei zusätzliche Senatoren, die flämischen Sozialisten (SP) gewannen einen Senatssitz. Die flämischen Grünen der Agalev gewannen einen Senatssitz hinzu, die wallonischen Grünen (Ecolo) hielten ihre Sitze. Die flämisch-nationalistische VU behielt ihre acht Senatoren, der bisher nicht vertrete rechtspopulistische Vlams Blok gewann ein Mandat, die FDF hielt ihren Senatssitz.

### Ergebnisse
Insgesamt 11 Parteien wurden in den Senat gewählt.
Das amtliche Endergebnis:
| Wahlberechtigte    | 7.001.297 |         |           |       |           |
| abgegebene Stimmen | 6.552.690 | 93,59 % |           |       |           |
| gültige Stimmen    | 5.994.431 | 91,48 % |           |       |           |
|                    | Stimmen   | Anteil  | ± zu 1981 | Sitze | ± zu 1981 |
| CVP                | 1.260.113 | 21,02 % | +1,76 %   | 25    | +3        |
| SP                 | 868.624   | 14,49 % | +2,22 %   | 16    | +3        |
| PS                 | 832.792   | 13,89 % | +1,23 %   | 18    | ±0        |
| PVV                | 637.776   | 10,64 % | −2,45 %   | 11    | −3        |
| PRL                | 588.373   | 9,82 %  | +1,18 %   | 13    | +2        |
| VU                 | 484.996   | 8,09 %  | −1,75 %   | 8     | −2        |
| PSC                | 475.119   | 7,93 %  | +0,98 %   | 10    | +2        |
| AGALEV             | 229.206   | 3,82 %  | +1,79 %   | 2     | +1        |
| Ecolo              | 163.361   | 2,73 %  | +0,15 %   | 2     | −1        |
| VB                 | 90.120    | 1,50 %  | +0,30 %   | 0     | ±0        |
| RAD/UDRT           | 73.045    | 1,22 %  | −1,53 %   | 0     | −1        |
| KPB/PCB            | 71.020    | 1,18 %  | −1,18 %   | 0     | −1        |
| FDF                | 70.239    | 1,17 %  | −3,02 %   | 1     | −3        |

1. ↑  Bei der Wahl 1981 FDF/RW

## Regierungsbildung
Die Regierungsparteien konnten ihre Parlamentsmehrheit um zwei Sitze auf 115 von 212 Sitzen ausbauen. Die wieder aus Christdemokraten und Liberalen beider Landesteile bestehende Regierung Martens VI wurde am 28. November 1985 vereidigt.